# 松岡依都美
松岡 依都美（まつおか いずみ、1980年2月9日 - ）は、日本の女優。三重県出身。吉住モータース（所属）。
趣味は寺巡り、プラス思考、歌うこと。特技は勘違い、季節の嗅ぎ分け、歌唱(Jazz)、バスケットボール、ピアノ。

## 略歴
大阪芸術大学芸術学部舞台芸術学科演技演出コースを卒業後、文学座附属演劇研究所に入所（43期昼間部）、本科生・研修科生・準座員を経て文学座に所属。研究所時代から安定感のある芝居を披露し、評価を得る。2006年度、文学座支持会・パートナーズ倶楽部の新人賞を受賞。2020年度、第55回紀伊國屋演劇賞を受賞。お笑いトリオ、ジャングルポケットの斉藤慎二は、文学座本科生時代の同期である。

## 出演

### 映画
- ハウルの動く城（2004年） - 声の出演（役名なし）
- 凶悪（2013年） - 遠野静江 役
- 味園ユニバース（2015年） - 大森のり子 役（茂雄の姉）
- 残穢（2016年） - 辺見さん 役
- 海よりもまだ深く（2016年） - 安藤未来（あんどうみく） 役（依頼人の妻）
- 日本で一番悪い奴ら（2016年） - エリコ 役[4]
- 永い言い訳（2016年） - 栗田琴江 役
- 三度目の殺人（2017年） - 服部亜紀子 役[5]
- 万引き家族（2018年） - 根岸三都江 役
- さがす（2022年） - 蔵島みどり 役[6]
- 犬も食わねどチャーリーは笑う（2022年）[7]
- 親のお金は誰のもの 法定相続人（2023年）[8]

### テレビドラマ
- 名司会者・寿鶴子殺人スピーチ4（フジテレビ）
- ゴンゾウ 伝説の刑事（テレビ朝日）
- メタボリック☆ばんど!（テレビ東京）
- CutOut（2009年5月28日、NHK）
- 怪奇恋愛作戦（2015年2月14日、テレビ東京）
- 神の舌を持つ男（2016年、TBS） - 長谷部樹奈 役
- 我が家の問題（2018年、NHK BSプレミアム） ‐ 山本双葉 役
- 警視庁・捜査一課長 スペシャル（2019年1月6日、テレビ朝日） ‐ 服部彩紀 役
- フルーツ宅配便（2019年11月、テレ東）-グァバ役
- 科捜研の女 Season 19 第30話（2020年2月13日、テレビ朝日） ‐ 園田逸子 役
- 100文字アイデアをドラマにした!（2020年2月24日、テレビ東京）
- 義母と娘のブルース 第2話（2020年7月17日、TBSテレビ）
- ドラマスペシャル「はぐれ刑事三世」（2020年10月15日、テレビ朝日）‐ 浦賀有美 役
- タリオ 復讐代行の2人 第2話（2020年10月16日、NHK総合・BS4K） - 谷村美代子 役
- それでも愛を誓いますか?（2021年10月3日 - 12月12日、ABCテレビ・テレビ朝日） - 三好果歩 役
- アンチヒーロー 第6話・第7話（2024年5月19日・26日、TBS） - 神原施設長 役[9]
- 潜入兄妹 特殊詐欺特命捜査官 第6話（2024年11月9日、日本テレビ） - 球磨栄子 役[10]
- D&D〜医者と刑事の捜査線〜 第5話（2024年11月15日、テレビ東京） - 阿部奈々子 役[11]
- 秘密〜THE TOP SECRET〜 第1話（2025年1月20日、関西テレビ・フジテレビ） - 平井学の母 役
- 水平線のうた（2025年3月1日・8日、NHK総合・NHK BSプレミアム4K） - 小野寺旬子 役[12]
- 相続探偵 第2話（2025年2月1日、日本テレビ） - ハルコママ 役[13]

### ネット配信ドラマ
- 呪怨 呪いの家(2020年、Netflix) -河合美菜　役
- 地面師たち（2024年、Netflix）[14] -川井菜摘(住職 地主)   役

### 吹き替え
- THE TUDORS〜背徳の王冠〜シーズン4（2010年） - アン・オブ・グレーヴズ（ナタリー・ドーマー）
- ホンモノの気持ち（2018年） - エマ（ラシダ・ジョーンズ）
- ザ・ルーキー 40歳の新米ポリス!?（2020年） - タリア・ビショップ（アフトン・ウィリアムソン）[15]
- ストレンジ・ワールド/もうひとつの世界（2022年） - メリディアン・クレイド（声：ガブリエル・ユニオン）[16]
- マダム・ウェブ（2024年）[17]
- お騒がせ探偵!スペンサー・シスターズ #2（2024年）- マルリナ

### 舞台
- オトコとおとこ（2006年6-7月 文学座アトリエ 演出：高橋正徳）- 祥子 役
- じゃじゃ馬馴らし（2006年9月 俳優座劇場、欧州ツアー 演出：高瀬久男）- 仕立て屋／未亡人 役
- AWAKE AND SING!（2006年12月 文学座アトリエ 演出：上村聡史）- ヘニー 役
- ヴェローナの二紳士（2007年6月 俳優座劇場 演出：出口典雄）- シルヴィア 役
- ガラスの動物園（2007年10月 SANYO HALL 演出：小林勝也）- ローラ 役
- カルメン（2007年11月-12月 新国立劇場 演出：鵜山仁）
- AWAKE AND SING! −目覚めて歌え！−（2008年2月 NHKみんなの広場ふれあいホール 演出：上村聡史）- ヘニー 役
- アラビアンナイト（2008年7月 地方公演 演出：高瀬久男）
- ミセス・サヴェッジ（2008年9月 吉祥寺シアター 演出：上村聡史）- ミス・ウィラミーニャ 役
- 口紅〜rouge〜（2008年12月 東京芸術劇場 演出：高瀬久男）- あきな／パンパン4 役
- 犀（2009年4月 文学座アトリエ 演出：松本祐子）- デイジー 役
- 愛を探して（2009年6月 あうるすぽっと 演出：家田淳）※リーディング
- かぐや姫（2009年8月 日生劇場 演出：高橋正徳）- かぐや姫 役
- 崩れたバランス（2009年11-12月 文学座アトリエ 演出：中野志朗）
- ひみつのアッコちゃん（2010年2月 ザムザ阿佐ヶ谷 演出：森さゆ里）
- トロイアの女たち（2010年9月 文学座アトリエ 演出：松本祐子）- ヘレネ 役
- 美しきものの伝説（2011年2月 紀伊国屋サザンシアター 演出：西川信廣）- モナリザ（平塚らいてう）役
- わらいのまち（2011年9月 シアタークリエ他 演出：宅間孝行）- 山吹あかね 役
- MEMORIES テネシー・ウィリアムズ［1幕劇一挙上演］（2011年12月 文学座アトリエ 演出：靏田俊哉）
- 菊次郎とさき（2012年3-5月 シアター1010他 演出：石橋冠）- 染 役
- 花咲くチェリー（2012年8-10月 地方公演 演出：坂口芳貞）- キャロル 役
- セールスマンの死（2013年2-3月 あうるすぽっと 演出：西川信廣）- ミス・フォーサイス 役
- 遺産と誤算の狂奏曲〜華麗なるダマしあい〜（2013年6月 水戸芸術館ACM劇場 演出：西川信廣）- ジーン・エヴァラード 役
- 熱帯のアンナ（2013年9月 文学座アトリエ 演出：西川信廣）- コンチータ 役
- お気に召すまま（2014年2-3月 あうるすぽっと 演出：高瀬久男）- フィービー 役
- 信じる機械 −The Faith Machine−（2014年5-6月 文学座アトリエ 演出：上村聡史）- ソフィ 役
- 女の一生（2014年10-12月 地方公演 演出：戌井市郎・鵜山仁）- 総子 役
- 女の一生（2015年1-3月 地方公演、三越劇場 演出：戌井市郎・鵜山仁）- 総子 役
- トロイラスとクレシダ（2015年7-8月 世田谷パブリックシアター他 演出：鵜山仁）- ヘレン 役
- 再びこの地を踏まず −異説・野口英世物語−（2015年11月 紀伊国屋サザンシアター他 演出：西川信廣）- メイジー 役
- 女の一生（2016年1-4月 地方公演 演出：戌井市郎・鵜山仁）- 総子 役
- 紙屋町さくらホテル（2016年7月 紀伊国屋サザンシアター 演出：鵜山仁）- 園井恵子 役
- 弁明（2016年9月 文学座アトリエ 演出：上村聡史）- クレア 役
- ヘンリー四世（2016年11-12月 新国立劇場 演出：鵜山仁）- ドル・ティアシート／パーシー夫人 役
- 城塞（2017年4月 新国立劇場 演出：上村聡史）- 若い女 役
- 紙屋町さくらホテル（2017年7-9月 保谷こもれびホール、地方公演 演出：鵜山仁）- 園井恵子 役
- 散歩する侵略者（2017年10-12月 シアタートラム他 演出：前川知大）- 船越明日美 役
- 再びこの地を踏まず −異説・野口英世物語−（2018年9-10月 地方公演 演出：西川信廣）- メイジー 役
- 夏の砂の上（2022年11月、世田谷パブリックシアター他）[18]
- たわごと（2023年11月-12月 穂の国とよはし芸術劇場PLAT他 演出：桑原裕子）[19]
- 音楽劇『不思議な国のエロス』〜アリストパネス「女の平和」より〜（2024年2月 新国立劇場 小劇場 演出：稲葉賀恵） - ヘレネ― 役[20]
- みんな鳥になって（2025年6月-8月、世田谷パブリックシアター他、演出：上村聡史）[21]

研究生の期間に出演した舞台
- 第1回公演『靴屋の祭日』ローズ
- 第4回公演『ねずみとり』モリ－
- 第1回公演『三人姉妹』ナターシャ
- 第2回公演『なぜか青春時代』浅井ふね
- 第3回公演『二十世紀少年少女唱歌集』秋江 / 副委員長
- 第4回公演『家を出た』尾辻ノブ
- 43期卒業公演『さよならだけが人生か』小野時子
- 本科卒業公演『アイスクリームマン』早苗の姉